# Thomas Gilman
Pour les articles homonymes, voir Gilman.
Thomas Patrick Gilman est un lutteur américain né le 28 mai 1994 à Council Bluffs, dans l'Iowa. Il a remporté une médaille de bronze en lutte libre chez les moins de 57 kg aux Jeux olympiques d'été de 2020 à Tokyo.